# Соціал-лібералізм
Соціа́л-лібералі́зм (також відомий як лівий лібералізм у Німеччині, новий лібералізм у Великій Британії, сучасний лібералізм у США та прогресивний лібералізм у іспаномовних країнах) — різновид лібералізму, що виступає (на відміну від неолібералізму) за втручання держави в економічні процеси. Межує з соціал-демократією.
Соціальний лібералізм — це політична філософія та різновид лібералізму, що підтримує соціальну справедливість, соціальні послуги, змішану економіку та розширення громадянських і політичних прав, на відміну від класичного лібералізму, який виступає за обмежене втручання держави та загалом більш ліберальний стиль управління. Хоча обидва напрямки віддані особистим свободам, соціальний лібералізм робить більший акцент на ролі уряду в подоланні соціальної нерівності та забезпеченні суспільного добробуту.
Економічно соціальний лібералізм базується на соціальній ринковій економіці і розглядає загальне благо як гармонійне зі свободою особистості. Соціальні ліберали збігаються з соціал-демократами у прийнятті ринкового втручання більше, ніж інші ліберали; його значення вважається допоміжним порівняно з соціал-демократами. Ідеології, які підкреслюють його економічну політику, включають лібералізм добробуту, лібералізм «Нового курсу» та «Нових демократів» у Сполучених Штатах, та кейнсіанський лібералізм. Культурний лібералізм — це ідеологія, що наголошує на її культурних аспектах. Світ широко прийняв соціальну ліберальну політику.
Соціал-ліберальні ідеї та партії, як правило, вважаються лівоцентристськими, хоча існують відхилення від цих позицій як вліво, так і вправо. Вирішення економічних та соціальних питань, таких як бідність, добробут, інфраструктура, охорона здоров'я та освіта, за допомогою державного втручання, з наголосом на правах особистості та автономії, є очікуваннями від соціал-ліберального уряду. У сучасному політичному дискурсі соціальний лібералізм асоціюється з прогресивізмом, лівим лібералізмом, який протиставляється правому неолібералізму, і поєднує підтримку змішаної економіки з культурним лібералізмом.
Соціальний лібералізм може також стосуватися американських прогресивних позицій щодо соціокультурних питань, таких як репродуктивні права та одностатеві шлюби, на відміну від Американського соціального консерватизму. Культурний лібералізм часто називають соціальним лібералізмом, оскільки він виражає соціальний вимір лібералізму; однак він не тотожний ширшій політичній ідеології, відомій як соціальний лібералізм. В американській політиці соціал-ліберал може дотримуватися як консервативних (економічний лібералізм), так і ліберальних (економічний прогресивізм) поглядів на фіскальну політику.

## Історія
Соціальний лібералізм виник наприкінці XIX століття в багатьох розвинених країнах під впливом утилітаризму. Деякі ліберали сприйняли, частково або повністю, марксизм та соціалістичну теорію експлуатації, і дійшли висновку, що держава повинна використовувати свою владу для відновлення соціальної справедливості. Такі мислителі, як Джон Дьюї або Мортімер Адлер пояснювали, що всі індивідууми, будучи основою суспільства, для реалізації своїх здібностей повинні мати доступ до базових потреб, таких як освіта, економічні можливості, захист від згубних масштабних подій поза межами їх контролю. Такі позитивні права, які надаються суспільством, якісно відрізняються від класичних негативних прав, забезпечення яких вимагає від інших невтручання. Прихильники соціального лібералізму стверджують, що без гарантії позитивних прав неможлива справедлива реалізація негативних прав, оскільки на практиці малозабезпечене населення жертвує своїми правами заради виживання, а суди частіше схиляються на користь багатих. Соціальний лібералізм підтримує введення деяких обмежень на економічну конкуренцію. Він також очікує від уряду надання соціального захисту населенню (за рахунок податків), щоб створити умови для розвитку усім талановитим людям, для запобігання соціальних бунтів і просто «для загального блага» (англ. general welfare).
Між економічним і соціальним лібералізмом існує фундаментальне протиріччя. Економічні ліберали вважають, що позитивні права неминуче порушують негативні і тому неприпустимі. Вони бачать функцію держави обмеженою, головним чином, питаннями забезпечення законності, безпеки та оборони. З їхньої точки зору, ці функції і так вимагають наявності сильної централізованої державної влади. Навпаки, соціальні ліберали вважають, що головне завдання держави полягає в соціальному захисті та забезпеченні соціальної стабільності: надання харчування і житла нужденним, охороні здоров'я, шкільній освіті, пенсійному забезпеченні, догляд за дітьми, інвалідами та людьми похилого віку, допомоги жертвам стихійних лих, захисту меншин, запобігання злочинності, підтримки науки та мистецтва. Такий підхід робить неможливим введення масштабних обмежень на уряд. Незважаючи на єдність кінцевої мети — особистої свободи — економічний і соціальний лібералізм кардинально розходяться в засобах для її досягнення. Праві і консервативні рухи часто схиляються на користь економічного лібералізму, виступаючи проти культурного лібералізму. Ліві рухи, як правило, роблять акцент на культурному і соціальному лібералізмі.
Деякі дослідники вказують, що протиставлення «позитивних» і «негативних» прав на ділі є уявним, оскільки для забезпечення «негативних» прав також потрібні суспільні витрати (наприклад, утримання судів для охорони власності).

## Ідеологія
На відміну від класичного лібералізму, що розглядав ринок як саморегулюючу категорію і негативно ставився до можливості регулювання економічних і соціальних відносин, соціал-ліберали вважають, що для здійснення на практиці головного принципу лібералізму — забезпечення права індивіда на самовизначення і самореалізацію — не завжди достатньо тільки його власних зусиль. Вирівнювання стартових можливостей неможливо без участі держави, і саме держава має забезпечувати перерозподіл частини суспільного продукту на користь соціально слабких членів суспільства, надаючи їм підтримку і тим самим сприяючи гармонізації суспільних відносин і зміцнення соціальної та політичної стабільності. Однак на відміну від різних різновидів соціалістичної ідеології, соціал-ліберали прихильні капіталістичному типу економіки.
На думку соціал-лібералів, держава зобов'язана втручатися в економічні процеси з метою боротьби з монополізмом і підтримки конкурентного ринкового середовища. Суспільство повинно мати законні підстави у випадку, якщо дохід не відповідає вкладу людини в загальне благо, вилучити частину цього доходу через податки і перерозподілити його на соціальні потреби. Поліпшення умов життя найбідніших верств суспільства буде сприяти зростанню внутрішнього ринку та економічному зростанню.
Застосування цих підходів, на думку соціал-лібералів, повинно пом'якшити конфлікти в суспільстві і поступово перетворити «капіталізм епохи вільної конкуренції» у товариство з «соціальною економікою», заснованої на приватній власності і регульованих ринкових відносинах.

## Витоки

### Сполучене Королівство
Наприкінці XIX століття спад економічного зростання поставив під сумнів принципи класичного лібералізму, зростаюче усвідомлення бідності та безробіття в сучасних індустріальних містах, а також агітація за організовану робочу силу. Значна політична реакція проти змін, запроваджених індустріалізацією та капіталізмом laissez-faire, виходила від консерваторів однієї нації, стурбованих соціальною рівновагою та запровадженням відомого Закону про освіту 1870 року. Однак пізніше соціалізм став більш важливою силою для змін і реформ. Деякі вікторіанські письменники, зокрема Чарльз Діккенс, Томас Карлайл і Метью Арнольд, стали ранніми впливовими критиками соціальної несправедливості.
Джон Стюарт Мілл зробив величезний внесок у ліберальну думку, поєднавши елементи класичного лібералізму з тим, що згодом стало відомим як новий лібералізм. Мілл розвинув цю філософію, лібералізувавши концепцію консеквенціалізму для просування системи, заснованої на правах людини. Він також розробив свою ліберальну догму, поєднавши ідею використання утилітарної основи з ідеєю індивідуальних прав.[30] Нові ліберали намагалися адаптувати стару мову лібералізму для протистояння цим складним обставинам, які, на їхню думку, можна було вирішити лише за допомогою ширшої та більш інтервенціоністської концепції держави. Забезпечення того, щоб люди фізично не заважали один одному, або просто неупереджене формулювання та застосування законів не могло забезпечити рівне право на свободу. Потрібні були більш позитивні та активні заходи, щоб гарантувати, що кожна людина матиме рівні можливості для досягнення успіху[31].

Деякі автори підкреслюють негативний внесок Мілла до ліберальної думки, зокрема, Людвіг фон Мізес:
Мілл є родоначальником бездумного змішування ліберальних і соціалістичних ідей, що призвело до занепаду англійського лібералізму та підриву стандартів життя англійського народу.

#### Нові ліберали

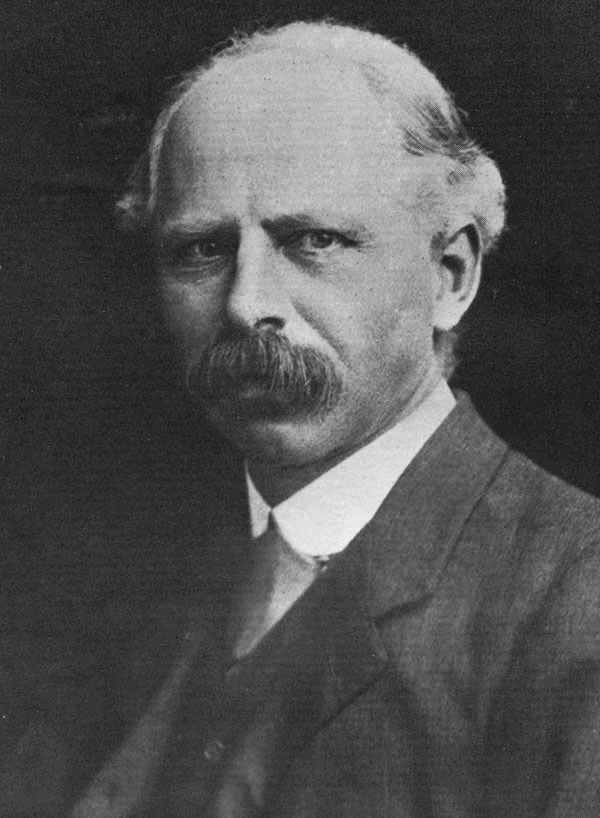
Леонард Трелоні Гобхаус (1864–1929)

Наприкінці XIX та на початку XX століть група британських мислителів, відомих як нові ліберали, виступила проти класичного лібералізму, заснованого на принципі laissez-faire. Вони виступали за втручання держави в соціальне, економічне та культурне життя. Те, що вони пропонували, тепер називається соціальним лібералізмом. Нові ліберали, серед яких були інтелектуали Томас Гілл Ґрін, Леонард Гобхаус і Джон А. Гобсон, вважали, що індивідуальна свобода досяжна лише за сприятливих соціальних та економічних обставин. На їхню думку, бідність, убогість і невігластво, в яких жило багато людей, унеможливлювали розквіт свободи та індивідуальності. Нові ліберали вірили, що колективні дії, координовані сильною, орієнтованою на добробут та інтервенціоністською державою, можуть полегшити ці умови.

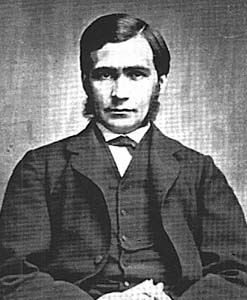
Томас Хілл Ґрін (1836–1882)

Ліберальні уряди Генрі Кемпбелла-Беннермана та Г. Г. Асквіта, головним чином завдяки канцлеру казначейства, а згодом прем'єр-міністру Девіду Ллойд Джорджу, заклали основи соціальної держави у Великій Британії перед Першою світовою війною. 
Всеохоплююча держава загального добробуту, побудована у Великій Британії після Другої світової війни, хоча в основному була створена лейбористським міністерством Еттлі, значною мірою була розроблена двома лібералами, а саме Джоном Мейнардом Кейнсом (який заклав основи економіки завдяки кейнсіанській революції) та Вільямом Беверіджем (чия «Доповідь Беверіджа» була використана для розробки системи добробуту).

Історик Петер Вайлер стверджує:
Хоча це законодавство все ще частково ґрунтувалося на старих ліберальних уявленнях про характер, самодостатність і капіталістичний ринок, воно, тим не менш, ознаменувало значний зсув у ліберальних підходах до державних і соціальних реформ, підходах, які пізніші уряди будуть повільно розширювати і які після Другої світової війни переростуть у державу загального добробуту. Новим у цих реформах було припущення, що держава може бути позитивною силою, що міра індивідуальної свободи ... полягає не в тому, наскільки держава залишає людей у спокої, а в тому, чи дає вона їм можливість реалізувати себе як особистості.

### Німеччина

Асоціація соціальної політики, засн. 1873 р.

У 1860-х роках у Німеччині ліволіберальні політики, такі як Макс Гірш, Франц Данкер та Герман Шульце-Делізч, створили профспілки за зразком британських колег, щоб допомогти робітникам покращити умови праці та економічні умови через узгодження інтересів та співпрацю з роботодавцями, а не через класову боротьбу. Шульце-Делізч також є батьком-засновником німецького кооперативного руху та організатором перших у світі кредитних спілок. Деякі ліберальні економісти, такі як Луйо Брентано або Герхарт фон Шульце-Геверніц, заснували Асоціацію соціальної політики у 1873 році, щоб сприяти соціальним реформам, заснованим на ідеях історичної школи економіки, а отже, відкидаючи класичну економіку, запропонувавши третій шлях між манчестерським лібералізмом і соціалістичною революцією в заснованій 1871 року Німецькій імперії.
Однак протягом 19 століття німецький ліволіберальний рух розпався на крила і нові партії. Основними цілями ліволіберальних партій — Німецької партії прогресу та її наступників — були свобода слова, свобода зібрань, представницьке правління, таємне і рівне, але пов'язане з певними зобов'язаннями виборче право та захист приватної власності. Водночас вони рішуче виступали проти створення держави загального добробуту, яку називали державним соціалізмом. Основними відмінностями між ліволіберальними партіями були:
- Національні амбіції.
- Цілі різних субдержавних народів.
- Вільна торгівля проти шовіністичної політики.
- Розбудова національної економіки.

Термін «соціал-лібералізм» (нім. Sozialliberalismus) вперше використав у 1891 році австро-угорський економіст і журналіст Теодор Герцка. Згодом, у 1893 році, історик і соціальний реформатор Ігнац Ястров також використав цей термін і вступив до Німецької економічної асоціації. Він опублікував соціал-демократичний маніфест «Соціал-ліберал: Завдання для лібералізму в Пруссії» з метою створення “групи дій” для загального народного добробуту в Соціал-демократичній партії Німеччини, яку вони відкинули.

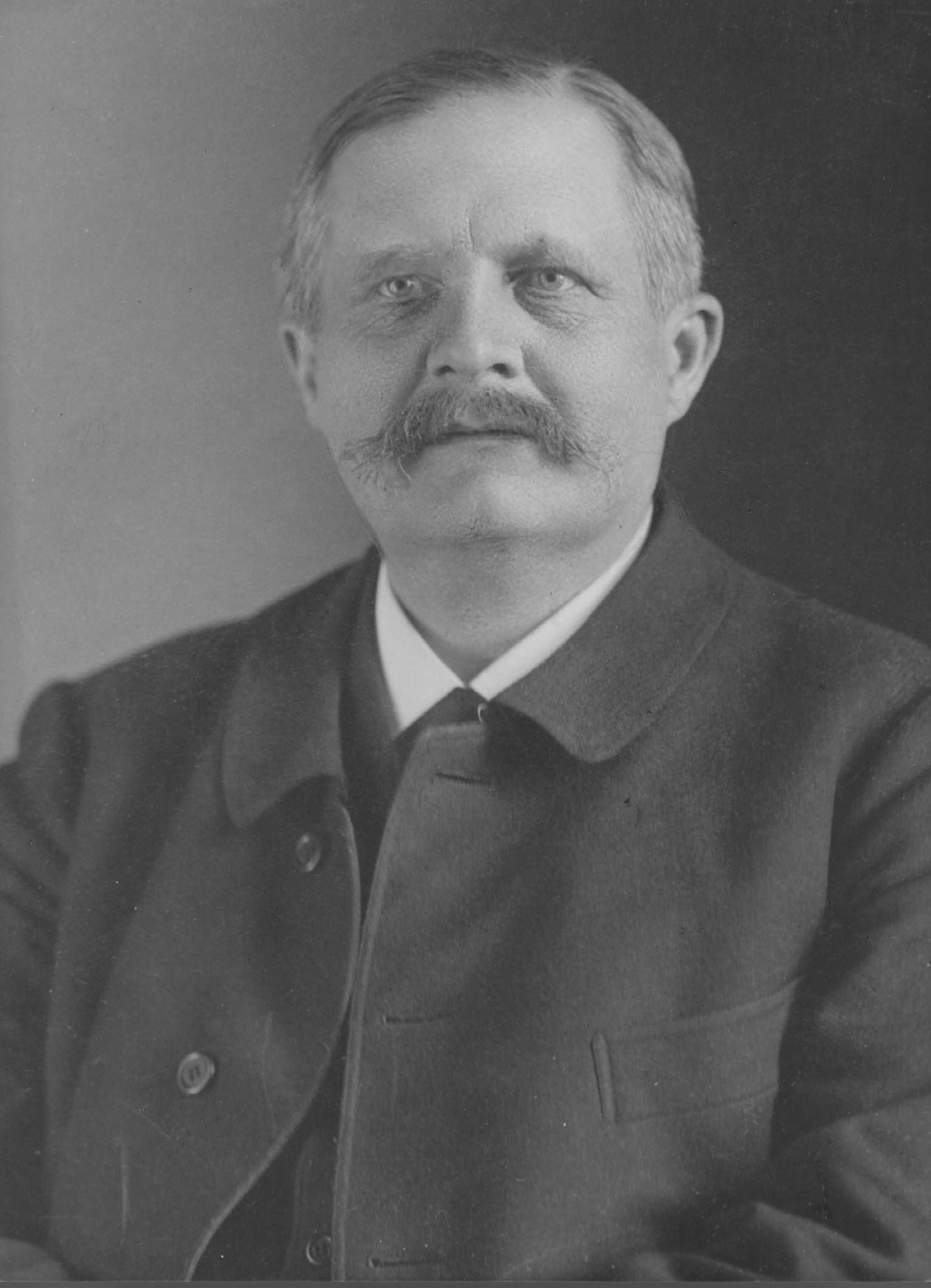
Фрідріх Науманн (1860–1919)

Національно-соціальне об'єднання (нім. Nationalsozialer Verein), засноване протестантським пастором Фрідріхом Науманном, також підтримувало контакти з лівими лібералами. Він намагався відвернути робітників від марксизму, пропонуючи суміш націоналізму та протестантсько-християнського соціального лібералізму для подолання класових антагонізмів нереволюційними засобами. Науманн назвав це «пролетарсько-буржуазним інтегральним лібералізмом». Хоча партія не змогла здобути жодного місця в парламенті і незабаром розпалася, він залишився впливовим теоретиком німецького лівого лібералізму.
У Веймарській республіці була заснована Німецька демократична партія, яка успадкувала ліволіберальне минуле і мала ліве соціальне крило та праве економічне крило, але надавала перевагу демократичній конституції над монархічною. Її ідеї соціально збалансованої економіки з солідарністю, обов'язком і правами всіх робітників зазнали невдачі через економічні санкції Версальського договору, але вона мала вплив на місцеві кооперативні підприємства.
Після 1945 року до Вільних демократів увійшла більшість соціал-лібералів, а інші приєдналися до Християнсько-демократичного союзу Німеччини. До 1960-х років післявоєнний ордолібералізм був моделлю для Німеччини. Він мав теоретичний соціал-ліберальний вплив, заснований на обов'язку та правах. Оскільки вільні демократи відкинули соціал-ліберальні ідеї на користь більш консервативного та економічно ліберального підходу в 1982 році, деякі члени залишили партію і утворили соціал-ліберальну партію Ліберальних демократів.

### Франція
У Франції солідаристські мислителі, зокрема Альфред Фулє та Еміль Дюркгейм, розвивали соціал-ліберальну теорію в Третій республіці. Соціологія надихала їх, і вони вплинули на радикальних політиків, таких як Леон Буржуа. Вони пояснювали, що більш широкий поділ праці спричиняє більше можливостей та індивідуалізму і надихає на більш складну взаємозалежність. Вони стверджували, що кожна людина має борг перед суспільством, просуваючи прогресивне оподаткування для підтримки громадських робіт і схем соціального забезпечення. Однак вони хотіли, щоб держава координувала, а не керувала, заохочуючи кооперативні схеми страхування серед людей. Їхньою головною метою було усунення бар'єрів для соціальної мобільності, а не створення держави загального добробуту.

### Сполучені штати

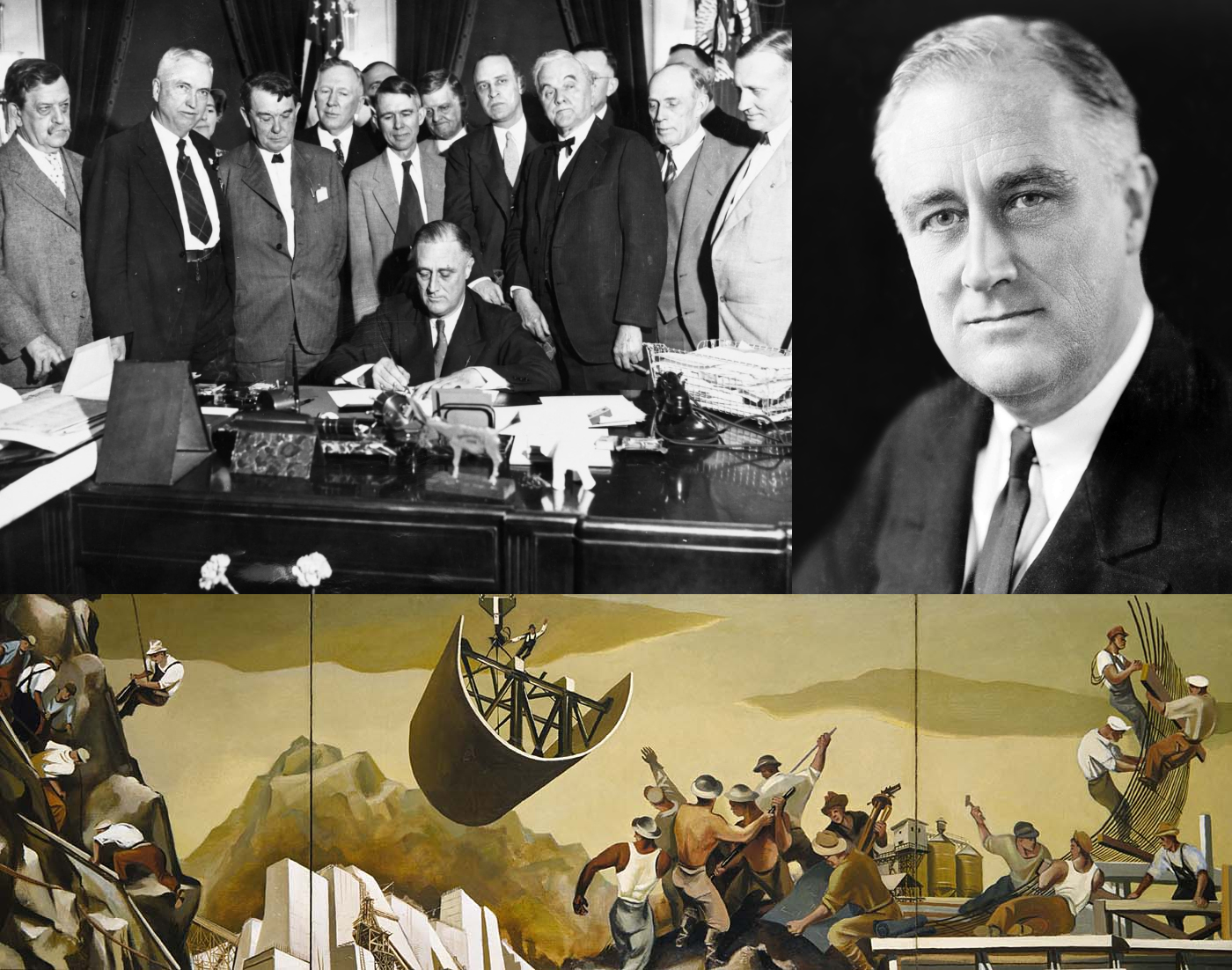
"Новий курс"

Соціальний лібералізм був терміном у Сполучених Штатах, щоб відрізнити його від класичного лібералізму або laissez-faire. Він домінував у політичній та економічній думці протягом кількох років, поки слово не відгалузилося від нього в період Великої депресії та Нового курсу. У 1870-х і 1880-х роках американські економісти Річард Теодор Елі, Джон Бейтс Кларк і Генрі Картер Адамс — під впливом як соціалізму, так і євангельського протестантського руху — критикували умови, спричинені промисловими фабриками, і висловлювали симпатію до робітничих профспілок. Однак жоден з них не розробив систематичної політичної філософії, а згодом вони відмовилися від загравань з соціалістичним мисленням. У 1883 році Лестер Френк Ворд опублікував двотомник «Динамічна соціологія». Він формалізував основні постулати соціального лібералізму, водночас атакуючи політику laissez-faire, яку відстоювали Герберт Спенсер і Вільям Грем Самнер. Історик Генрі Стіл Коммагер поставив Ворда поряд з Вільямом Джеймсом, Джоном Дьюї та Олівером Венделлом Холмсом-молодшим і назвав його батьком сучасної держави загального добробуту. Джон Дьюї, письменник з 1884 до 1930-х років, — педагог, на якого вплинули Гобгауз, Грін і Ворд — виступав за соціалістичні методи досягнення ліберальних цілей. Зростання популярності Джона Дьюї як економіста також збіглося з великим рухом джорджистів, який піднявся в 1910-х роках і досяг апогею за президентства Вудро Вільсона. Пізніше Америка включила деякі соціал-ліберальні ідеї в «Новий курс», який розвинувся як відповідь на Велику депресію, коли до влади прийшов Франклін Д. Рузвельт.

## Впровадження
Соціальна держава розвивалася поступово і нерівномірно з кінця XIX століття, але повністю сформувалася після Другої світової війни, разом зі змішаною ринковою економікою і капіталізмом загального добробуту. Соціально-ліберальна політика, яку також називають вбудованим лібералізмом (англ. embedded liberalism), отримала широку підтримку в політичному спектрі, оскільки вона зменшувала деструктивні і поляризаційні тенденції в суспільстві, не кидаючи виклик капіталістичній економічній системі. Бізнес прийняв соціальний лібералізм перед обличчям широкого невдоволення циклом бумів і падінь попередньої фінансової системи, оскільки він здавався йому меншим злом, ніж більш ліві режими правління. Характерними рисами соціал-лібералізму була співпраця між великим бізнесом, урядом і профспілками. Уряди могли взяти на себе життєво-важливу роль, оскільки економіка воєнного часу посилила їхню владу, але ступінь, до якого це відбувалося, значно відрізнявся в різних західних демократіях. Соціальний лібералізм також є загалом інтернаціоналістичною ідеологією. Соціальний лібералізм також історично був прихильником ліберального фемінізму серед інших форм соціального прогресу.
Соціал-ліберали прагнуть знайти компроміс між передбачуваними крайнощами необмеженого капіталізму та державного соціалізму, щоб створити економіку, побудовану на регульованому капіталізмі. Через залежність від того, що вони вважають занадто централізованим урядом для досягнення своїх цілей, критики називають цю течію лібералізму більш авторитарною ідеологічною позицією порівняно з оригінальними школами ліберальної думки, особливо в Сполучених Штатах, де консерватори називали президентів Франкліна Д. Рузвельта та Ліндона Б. Джонсона авторитаристами.

### Сполучене Королівство

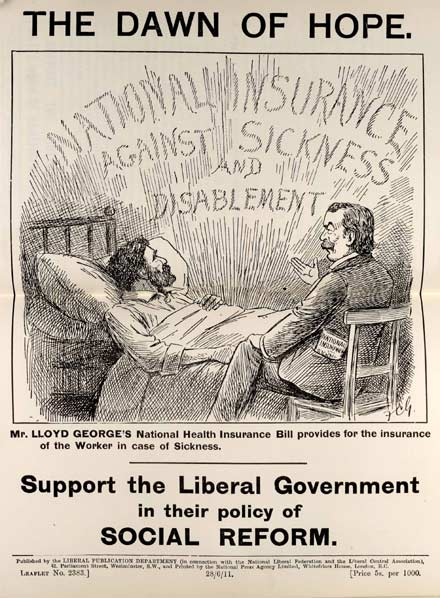
Британська листівка Ліберальної партії, яка висловлює підтримку Закону про національне медичне страхування 1911 року та законодавству, що надавало пільги хворим та безробітним працівникам, що стало важливою віхою у розвитку соціального забезпечення.

Перша помітна реалізація соціально-ліберальної політики відбулася за часів правління Ліберальної партії у Великій Британії з 1906 по 1914 рік. Ці ініціативи стали відомі як ліберальні реформи соціального забезпечення. Основними елементами були пенсії для бідних людей похилого віку, а також медичне страхування, страхування на випадок хвороби та безробіття. 
Ці зміни супроводжувалися прогресивним оподаткуванням, особливо в Народному бюджеті 1909 року. Стара система благодійності, заснована на Законах про бідних і доповнена приватною благодійністю, громадськими кооперативами та приватними страховими компаніями, переживала кризу, що дало державі додатковий поштовх до реформ. 
До складу Ліберальної партії, обраної у 1906 році, також увійшло більше професіоналів, у тому числі науковців та журналістів, які симпатизували соціальному лібералізму. Власники великого бізнесу здебільшого перейшли від лібералів до консерваторів, і останні стали улюбленою партією комерційних інтересів. Як бізнес-інтереси, так і профспілки регулярно виступали проти реформ. 
Лібералами, які найбільше асоціювалися з цими реформами, були прем'єр-міністр Герберт Генрі Асквіт, Джон Мейнард Кейнс, Девід Ллойд Джордж (особливо як канцлер казначейства) і Вінстон Черчілль (як президент Ради торгівлі), а також державний службовець (а згодом член парламенту від лібералів) Вільям Беверідж.
Більшість соціал-демократичних партій Європи (зокрема, британська Лейбористська партія) зазнали сильного впливу соціал-ліберальної ідеології. Незважаючи на те, що дві основні партії Британії походять з традицій соціалізму та консерватизму, найбільш суттєві політичні та економічні дебати останнього часу точилися між соціал-ліберальними та класичними ліберальними концепціями.

### Німеччина

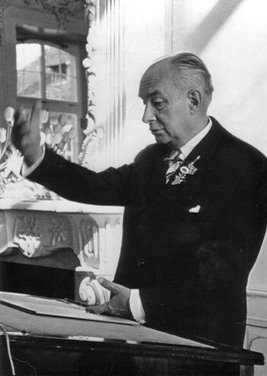
Александр Рюстов (1885–1963)

Александер Рюстов, німецький економіст, вперше запропонував німецький варіант економічного соціального лібералізму. У 1932 році, виступаючи в Асоціації соціальної політики, він назвав цей різновид соціал-лібералізму неолібералізмом. Однак зараз цей термін має значення, відмінне від того, яке запропонував Рюстов. Рюстов хотів створити альтернативу соціалізму та класичній ліберальній економіці, що розвивалася в Німецькій імперії. 
У 1938 році Рюстов зустрівся з різними економічними мислителями, включаючи Людвіга фон Мізеса, Фрідріха Гаєка та Вільгельма Рьопке, щоб визначити, як і що може оновити лібералізм. Рюстов виступав за сильну державу, яка б забезпечувала вільні ринки та державне втручання для виправлення ринкових збоїв. Однак Мізес стверджував, що монополії та картелі функціонують завдяки державному втручанню та протекціонізму, і стверджував, що єдиною легітимною роллю держави є усунення бар'єрів для входу на ринок. Він розглядав пропозиції Рюстова як такі, що заперечують ринкову свободу, і вважав їх схожими на соціалізм.
Після Другої світової війни уряд Західної Німеччини під керівництвом Людвіга Ерхарда прийняв неолібералізм Рюстова, який зараз зазвичай називають ордолібералізмом або соціальною ринковою економікою. Він був міністром економіки, а згодом став канцлером. Ерхард скасував контроль над цінами і запровадив вільні ринки. Хоча післявоєнне економічне відновлення Німеччини відбулося завдяки цій політиці, соціальна держава, яку створив Бісмарк, ставала дедалі дорожчою.

### Туреччина

Мустафа Кемаль Ататюрк (1881–1938)

Кемалістська економічна модель була розроблена Мустафою Кемалем Ататюрком у 1930-х роках, засновником Турецької Республіки, після невдалої спроби запровадити регульовану ринкову економіку після Ізмірського економічного конгресу до депресії 1929 року. Він виклав принцип «етатизму» у своїх «Шести стрілах» і заявив, що етатизм є унікальною економічною системою для Туреччини і що він відрізняється від соціалізму, комунізму та колективізму.  Ататюрк пояснював свою економічну ідею наступним чином:
Держава не може замінити людину, але вона повинна зважати на неї, щоб змусити її вдосконалюватися і розвиватися. Держава включає в себе роботу, яку приватні особи не будуть виконувати, тому що вона не приносить їм прибутку, або роботу, яка необхідна для національних інтересів. Так само, як обов'язком держави є захист свободи і незалежності країни та регулювання внутрішніх справ, держава повинна дбати про освіту і здоров'я своїх громадян. Держава повинна дбати про дороги, залізниці, телеграф, телефони, тварин, всі види транспортних засобів і загальне багатство нації, щоб захистити мир і безпеку країни. Під час управління та захисту країни речі, які ми щойно перерахували, є більш важливими, ніж гармати, гвинтівки та всі види зброї. (...) Приватні інтереси, як правило, протилежні загальним інтересам. Крім того, приватні інтереси базуються на суперництві. Але тільки на цьому не можна створити стабільну економіку. Люди, які так думають, помиляються, і вони зазнають невдачі. (...) І праця людини повинна залишатися головною основою економічного зростання. Не перешкоджати роботі людини і не перешкоджати свободі і підприємництву людини власною діяльністю держави — це головна основа принципу демократії".
Більше того, Ататюрк сказав про це у своїй вступній промові 1 листопада 1937 року: «Якщо немає абсолютної необхідності, в ринки не можна втручатися; також жоден ринок не може бути повністю вільним". Також Ісмет Іненю стверджував, що принцип етатизму Ататюрка був кейнсіанським і турецьким варіантом «Нового курсу».

### Решта Європи
Повоєнні уряди інших країн Західної Європи також дотримувалися соціал-ліберальної політики. Ця політика впроваджувалася переважно християнськими демократами та соціал-демократами, оскільки ліберальні партії в Європі втратили силу після свого піку в XIX столітті.

### Сполучені Штати

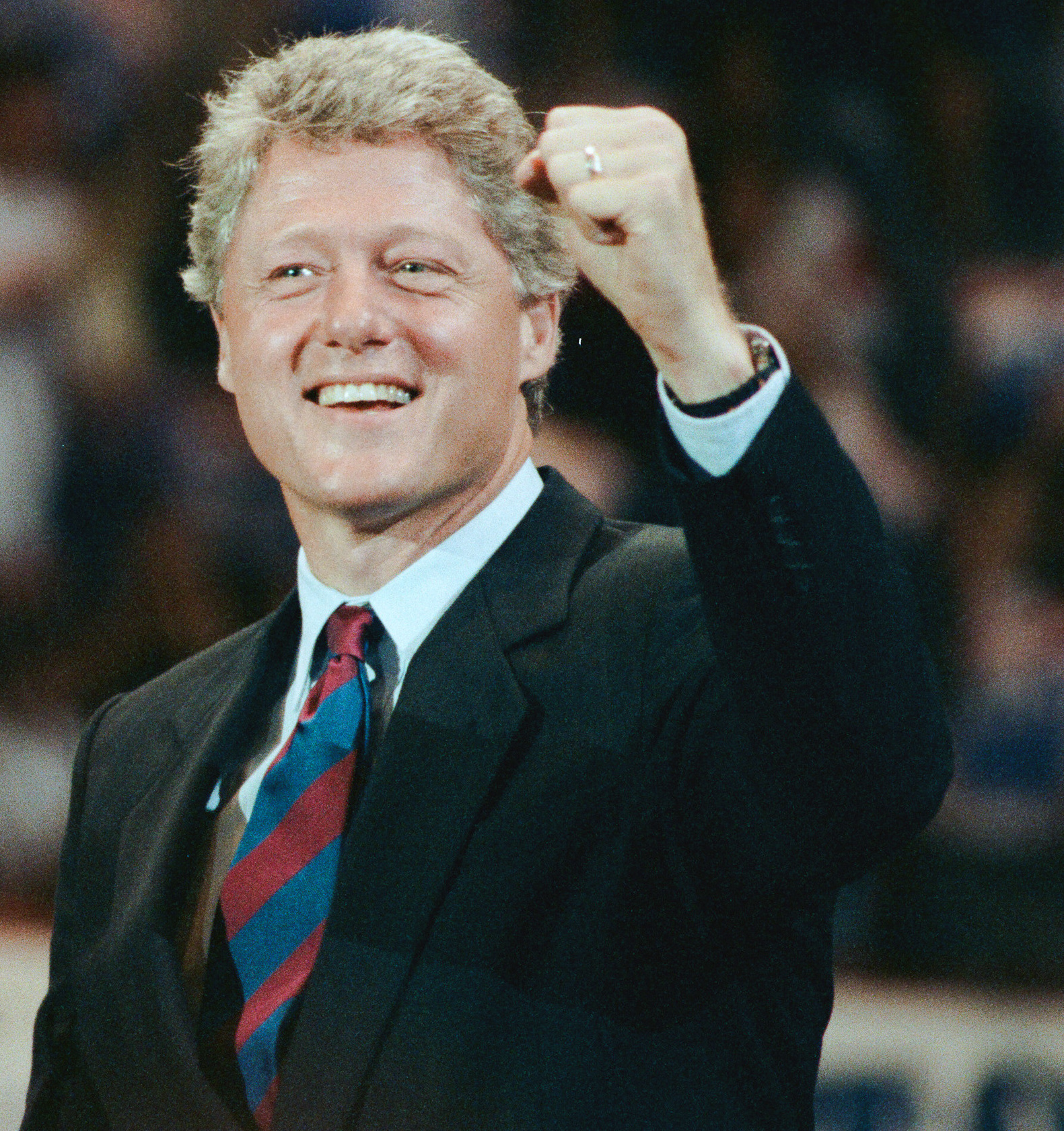
«Ціна того, щоб робити те саме, набагато вища, ніж ціна змін». —Білл Клінтон, 1993 рік.

Американський політичний дискурс чинив опір цьому соціальному повороту в європейському лібералізмі. Хоча економічна політика Нового курсу виглядала кейнсіанською, не відбулося перегляду ліберальної теорії на користь більш значущих державних ініціатив. Незважаючи на те, що в Сполучених Штатах не було ефективного соціалістичного руху, політика Нового курсу часто виглядала радикальною і піддавалася нападкам з боку правих. В результаті американський лібералізм зрештою перетворився на більш антикомуністичну ідеологію. Американська винятковість, ймовірно, була причиною окремого розвитку сучасного лібералізму в Сполучених Штатах, який утримував основну американську ідеологію у вузьких рамках.
Основна праця Джона Роулза «Теорія справедливості» (1971) може вважатися флагманом соціально-ліберального мислення, що відзначається використанням аналітичної філософії та відстоюванням поєднання індивідуальної свободи та більш справедливого розподілу ресурсів. Згідно з Роулзом, кожній людині має бути дозволено обирати та реалізовувати свою концепцію бажаного. У той же час, суспільство в цілому повинно підтримувати соціально справедливий розподіл благ. Роулз стверджував, що відмінності в матеріальному добробуті є допустимими, якщо загальне економічне зростання і багатство також приносять користь найбіднішим. Теорія справедливості протистоїть утилітарному мисленню в традиції Джеремі Бентама, натомість слідуючи кантівській концепції суспільного договору, зображуючи суспільство як взаємну угоду між раціональними громадянами, які виробляють права і обов'язки, а також встановлюють і визначають ролі і завдання держави. Роулз поставив принцип рівної свободи на перше місце, надаючи кожній людині рівний доступ до однакового набору фундаментальних свобод, за яким слідує справедлива рівність можливостей і відмінностей, що дозволяє соціальну та економічну нерівність за умови, що привілейовані посади доступні для всіх, що всі мають рівні можливості, і що навіть найменш забезпечені члени суспільства отримують вигоду від цієї системи. Ця структура повторюється в рівнянні «Справедливість як чесність» (англ. Justice as Fairness). Роулз запропонував ці принципи не лише прихильникам лібералізму, але й як основу для всієї демократичної політики, незалежно від ідеології. Ця праця суттєво сприяла поширенню соціал-ліберальних ідей у політичних і філософських колах 1970-х. Тому Роулза можна вважати «святим покровителем» соціал-лібералізму.

## Занепад
Після економічних проблем 1960-х і 1970-х років ліберальна думка зазнала певної трансформації. Кейнсіанський фінансовий менеджмент зазнав критики за втручання у вільний ринок. Водночас, збільшення витрат на соціальне забезпечення, що фінансувалося за рахунок вищих податків, викликало побоювання щодо зменшення інвестицій, споживчих витрат і створення «культури утриманства». Профспілки часто ставали причиною високих заробітних плат і промислових перебоїв, а загальна зайнятість вважалася нестійкою. Такі автори, як Мілтон Фрідман і Семюел Бріттан, на яких вплинув Фрідріх Гайєк, виступали за відмову від соціального лібералізму. Їхня політика, яку часто називають неолібералізмом, мала значний вплив на західну політику, особливо на уряди прем'єр-міністра Великої Британії Маргарет Тетчер і президента США Рональда Рейгана. Вони проводили політику дерегуляції економіки та скорочення витрат на соціальні послуги.
Частково причиною розпаду соціал-ліберальної коаліції був виклик у 1960-х і 1970-х роках з боку фінансових інтересів, які могли діяти незалежно від національних урядів. Іншою причиною було порівняння таких ідей, як соціалізована медицина, яку відстоювали такі політики, як Франклін Д. Рузвельт, з критикою і називанням соціалістичними з боку консерваторів у розпал «червоної загрози», зокрема, згаданого вище Рейгана.  Ще однією причиною був занепад організованої праці, яка була частиною коаліції, але водночас підтримувала ліві ідеології, що кидали виклик ліберальному консенсусу. З цим були пов'язані падіння свідомості робітничого класу і зростання середнього класу. Поштовх з боку Сполучених Штатів та Великої Британії, які найменше сприймали соціальний лібералізм щодо лібералізації торгівлі, ще більше підірвав підтримку.

## Сучасне відродження соціал-ліберальної думки
З кінця 20-го століття, одночасно з втратою політичного впливу, соціальний лібералізм пережив інтелектуальне відродження з кількома значними авторами, серед яких Джон Роулз (політична філософія), Амартія Сен (філософія та економіка), Рональд Дворкін (філософія права), Марта Нусбаум (філософія), Брюс Акерман (конституційне право) та ін.

## Партії та організації

### Європа
В Європі соціал-ліберальні партії, як правило, є малими або середніми центристськими та лівоцентристськими партіями. Прикладами успішних європейських соціал-ліберальних партій, які беруть участь в урядових коаліціях на національному або регіональному рівнях, є Ліберально-демократична партія у Великій Британії, Демократи 66 у Нідерландах та Радикальна Венстре (Данська соціал-ліберальна партія). У континентальній європейській політиці соціал-ліберальні партії об'єднані в групу «Оновити Європу» в Європейському парламенті, третю за величиною групу в парламенті, до якої входять соціал-ліберальні партії, ринкові ліберальні партії та центристські партії. В інших групах, таких як Європейська народна партія, Зелені — Європейський вільний альянс та Прогресивний альянс соціалістів і демократів, також є соціал-ліберальні фракції.

### Північна Америка
У Північній Америці соціальний лібералізм (у європейському розумінні), як правило, є домінуючою формою лібералізму, тому в повсякденній мові «ліберальний» означає соціал-лібералів. У Канаді соціал-лібералізм представлений Ліберальною партією Канади, тоді як у Сполучених Штатах соціал-лібералізм є значною силою в Демократичній партії.

### У світі
Надати вичерпний перелік соціал-ліберальних партій у світі важко, головним чином тому, що політичні організації не завжди є ідеологічно чистими, а партійні ідеології часто змінюються з плином часу. Однак колеги, такі як Африканська ліберальна мережа, Альянс лібералів і демократів за Європу, Рада азіатських лібералів і демократів, Європейський ліберальний форум, Ліберальний інтернаціонал і Ліберальна мережа Латинської Америки або науковці зазвичай вважають їх партіями, які дотримуються соціал-лібералізму як основної ідеології.

### Соціал-ліберальні партії або партії з соціал-ліберальними фракціями
Соціал-ліберальні політичні партії, які є більш лівими, ніж загалом лівоцентристські партії, тут не описані. (Див. список прогресивних партій)
- Аландські: Ліберали за Аландські острови[74].
- Андорра: Дія для Андорри[75].
- Аргентина: Радикальний громадянський союз[76].
- Австралія: Ліберальна партія Австралії (фракції),[77][78] Австралійська лейбористська партія (фракції)[79][80][81][82].
- Багамські острови: Прогресивна ліберальна партія[83].
- Бельгія: DéFI,[84] Партія за свободу і прогрес, Вівант[85].
- Боснія і Герцеговина: Наша партія[86].
- Бразилія: Cidadania, Бразильська соціал-демократична партія
- Канада: Ліберальна партія Канади[87][88][89][90].
- Чилі: Радикальна партія Чилі, Ліберальна партія Чилі
- Хорватія: Хорватська народна партія - Ліберальні демократи,[91] Центр,[92][93] Громадянський ліберальний альянс,[91] Істрійська демократична асамблея[91][94].
- Чехія: Чеська піратська партія[95].
- Данія: Данська соціал-ліберальна партія[96][97][98][99].
- Єгипет: Конституційна партія[100].
- Естонія: Естонська центристська партія,[101][102] Естонські зелені,[103] Естонія 200[104][105].
- Європейський Союз: Вольт Європа[106].
- Фарерські острови: Партія самоврядування[107].
- Фінляндія: Центристська партія,[108] Ліга зелених,[108] Національна коаліційна партія,[109] Шведська народна партія Фінляндії[110].
- Франція: Відродження,[111] Радикальна партія лівих,[112] Території прогресу, Нові демократи[113].
- Німеччина: Ліберальні демократи,[114][115] Вільна демократична партія (фракції),[116][117][118] Соціал-демократична партія Німеччини (фракції)[119][d], Альянс 90/Зелені (фракції)[120].
- Гренландія: Демократи[121].
- Угорщина: Демократична коаліція[122].
- Ісландія: Світле майбутнє[123].
- Індія: Індійський національний конгрес[124][125].
- Індонезія: Індонезійська демократична партія боротьби
- Ізраїль: Партія стійкості Ізраїлю,[126] Єш Атід[127].
- Італія: Демократична партія (фракції),[128] Italia Viva,[129] Італійська республіканська партія,[130][131] «Дія
- Японія: Конституційно-демократична партія Японії[132].
- Косово: Демократична партія Косово[133].
- Латвія: Розвиток/За![102].
- Лесото: Революція за процвітання[134].
- Люксембург: Демократична партія[135][136][137].
- Малайзія: Партія демократичної дії,[138] Партія народної справедливості[139].
- Чорногорія: Позитивна Чорногорія,[140] Об'єднані дії за реформи[141].
- Марокко: Громадянські сили[142][143].
- М'янма: Національна ліга за демократію,[144] Національні демократичні сили[145].
- Нідерланди: Демократи 66[96][97][146].
- Нова Зеландія: Новозеландська лейбористська партія (фракції)[147].
- Норвегія: Ліберальна партія[148][149].
- Філіппіни: Ліберальна партія[150].
- Польща: Польська ініціатива, Твій рух, Союз європейських демократів[151].
- Португалія: Разом для народу,[152] Ліберальна ініціатива (фракція)[153].
- Румунія: PRO Румунія[154].
- Росія: Яблуко[155][156].
- Сербія: Демократична партія[157].
- Словаччина: Прогресивна Словаччина[158][159].
- Словенія: Список Мар'яна Шареца,[160] Партія Оленки Братушек[160].
- Південна Африка: Демократичний альянс
- Південна Корея: Демократична партія Кореї,[161] Партія справедливості[162][163].
- Швеція: Ліберали (фракції),[164][165][166] Центристська партія[167][165][166].
- Швейцарія: Соціал-демократична партія Швейцарії (фракція)[168].
- Тайвань: Демократична прогресивна партія[169]、Тайванська народна партія
- Тринідад і Тобаго: Народний національний рух[170].
- Туреччина: Партія добра[171], Партія демократії та прогресу[172].
- Велика Британія: Ліберальні демократи,[96][97][173] Ліберальна партія[174].
- Сполучені Штати: Демократична партія[175][176].

### Історичні соціал-ліберальні партії або партії з соціал-ліберальними фракціями
- Андорра: Демократичне оновлення[177].
- Австралія: Australian Democrats[178][179][180]
- Бельгія: Дух[181].
- Франція: Радикальний рух[182].
- Німеччина: Вільнодумна народна партія,[183][184][185] Німецька демократична партія,[186][187] Німецька народна партія,[188][189][190] Прогресивна народна партія[191].
- Греція: Річка[192].
- Угорщина: Альянс вільних демократів[193].
- Ісландія: Ліберальна партія,[194] Союз лібералів і лівих[195].
- Ізраїль: Незалежні ліберали,[196] Кулану,[197] Прогресивна партія[196].
- Італія: Партія дії,[198] Радикальна партія, Італійська ліберальна партія, Демократичний альянс,[199] Демократичний союз, Демократи
- Японія: Соціалістична партія Японії (фракції),[200][201][202] Демократична партія Японії[203].
- Латвія: Товариство політичних змін[204].
- Литва: Новий союз (соціал-ліберали)[205].
- Люксембург: Радикальна соціалістична партія[206].
- Мальта: Демократична партія
- Молдова: Альянс «Наша Молдова»[207].
- Нідерланди: Вільнодумна демократична ліга[208].
- Польща: Демократична партія - demokraci.pl,[209][210] Spring,[211][212].
- Російська: Конституційно-демократична партія[213].
- Словенія: Ліберальна демократія Словенії,[17][99][214] Zares[215][216].
- Південна Корея: Прогресивна партія (1956), Партія Урі, Велика об'єднана демократична нова партія
- Іспанія: Союз, прогрес і демократія[217][218].
- Швейцарія: Кільце незалежних[219].
- Велика Британія: Ліберальна партія,[220] Соціал-демократична партія[221][222].

## Видатні мислителі
Деякі видатні науковці та політики, впорядковані за датою народження, які, як вважається, зробили значний внесок у розвиток соціал-лібералізму як політичної ідеології, включають в себе наступне:
- Джеремі Бентам [2] (1748-1832)
- Джон Стюарт Мілл [2][46][223][224] (1806-1873)
- Томас Гілл Ґрін [2][46][225][226][227] (1836-1882)
- Лестер Френк Ворд (1841-1913)
- Луйо Брентано [46] (1844-1931)
- Бернар Босанке [226] (1848-1923)
- Вудро Вільсон [228] (1856-1924)
- Еміль Дюркгейм [229][230][231] (1858-1917)
- Джон Аткінсон Гобсон [2][225][226][227] (1858-1940)
- Джон Дьюї [2][228] (1859-1952)
- Фрідріх Науманн [232][233][234] (1860-1919)
- Герхарт фон Шульце-Геверніц [46]] (1864-1943)
- Леонард Трелоні Гобгауз [2][46][225][226][227] (1864-1929)
- Токудзо Фукуда [235] (1874-1930)
- Вільям Беверідж [2][225] (1879-1963)
- Ганс Кельзен [228] (1881-1973)
- Мохаммед Моссадег [236] (1882-1967)
- Джон Мейнард Кейнс [2][228][225] (1883-1946)
- Франклін Д. Рузвельт (1882-1945)
- Лестер Б. Пірсон (1897-1972)
- П'єр Еліот Трюдо (1919-2000)
- Бертіл Улін [237][238] (1899-1979)
- П'єро Гобетті [224] (1901-1926)
- Карл Поппер (1902-1994)
- Гвідо Калогеро [it][224] (1904-1986)
- Ісайя Берлін [228] (1909-1997)
- Норберто Боббіо [228][224] (1909-2004)
- Масао Маруяма [239] (1914-1996)
- Джон Роулз [2][223][240][241] (1921-2002)
- Дон Чіпп [242] (1925-2006)
- Карл-Герман Флах [243] (1929-1973)
- Владо Готовац [244] (1930-2000)
- Річард Рорті [245] (1931-2007)
- Рональд Дворкін [223][224][241]. (1931-2013)
- Амартія Сен [223][246][247] (нар. 1933)
- Хосе Г. Меркіор [228][248] (1941-1991)
- Брюс Акерман [223][241] (нар. 1943)
- Ро Му Хюн [249] (1946-2009)
- Марта Нуссбаум [246] (нар. 1947)
- Григорій Явлінський [250] (нар. 1952)
- Пол Кругман [251] (нар. 1953)
- Дірк Верхофстадт [246] (нар. 1955)
- Джастін Трюдо [252] (нар. 1971)
- Роберт Бідронь [253] (нар. 1976)